# Плитка-Горицвіт Параска Степанівна
Пара́ска Степа́нівна Пли́тка-Гори́цвіт (Горицвіт — мистецький псевдонім; 1 березня 1927, с. Бистрець, Верховинський район, Івано-Франківська область — 16 квітня 1998, с. Криворівня, Верховинський район) — українська гуцульська художниця, фотографиня, письменниця, казкарка, народна філософиня, фольклористка, етнографиня, діалектологиня; «Гомер Гуцульщини».

## Життєпис
Народилася в сім'ї Штефана (Степана) Плитки, відомого у Косівському повіті коваля, людини освіченої, що знав кілька мов. Мати — Ганна, талановита ткаля та вишивальниця. Згодом сім'я перебралася до Криворівні. Параска закінчила лише чотири класи школи, однак завдяки батькові знала різні мови (зокрема німецьку), тому під час Другої світової війни працювала перекладачем у сільській канцелярії.
1943 року самотужки дісталася Німеччини, аби вступити до університету. Та замість навчання потрапила на службу до німецької родини, де потерпала від принижень. Повернувшись до Криворівні, долучилася до національно-визвольного руху, стала зв'язковою УПА під псевдонімом Ластівка, носила повстанцям до лісу харчі та теплі речі.

### Заслання
Узимку 1945 року тисячі засуджених молодих дівчат із Заходу України товарними ешелонами відправили до Сибіру. «Замість теплого одягу видавали закривавлені шинелі з розстріляних», — згадувала Параска Степанівна. В ешелоні на Колиму дівчина відморозила ноги, і її залишили в уральському тюремному шпиталі. Від ампутації її врятував грузинський лікар, якого вона із подякою згадувала все життя. Дівчині після цього довелось майже п'ять років пересуватися на милицях. З 1947 року відбувала термін у спецтаборі в Спаську (Казахстан).
У таборах познайомилася з юним грузинським художником, з яким довго листувалася та в якого закохалася. Параска встигла переслати собі додому адресу коханого, проте батьки не схвалили цей зв'язок, і батько знищив листа, тому Параска втратила зв'язок із коханим. Після повернення додому дівчина не змогла простити батькові такий вчинок, тому жила окремо і, пам'ятаючи свою любов, на все життя залишилася самотньою.

### Повернення до рідного села
У 27 років повернулася до Криворівні, де місцеві жителі ставились до неї з обережністю, пам'ятаючи про заслання. Параска ніколи не обговорювала життя у таборах, вважаючи, що це принесе тільки ненависть і біль слухачам.
Спершу активно включилася у громадське життя, брала участь у толоках, працювала художником у лісгоспі, створила хор, займалася фольклористикою, письменницькою творчістю, малювала й фотографувала. Але згодом, можливо, через драму в особистому житті, поступово усамітнилася для виконання даної колись (ще в ув'язненні) обітниці — славити Мир Божий.
З того часу вела аскетичний спосіб життя, жила з того, що приносили односельці. Параска не мала городу, бо віддала свою землю взамін за те, щоб не зрубали дві її берези на пагорбі біля хати. Ніколи не тримала худоби. Коли працювала, могла не пустити на поріг навіть священника — потребувала цілковитої зосередженості.

### 1970—1990-ті
У 1970-х роках водила експедиції по Карпатах та показувала студентам гори. Кілька київських студентів подарували їй на знак подяки друкарську машинку, на якій Параска згодом друкувала свої твори. Плитка-Горицвіт передбачала недбалість у ставленні до її творчості по її смерті. Тому для книжок зробила паперові футляри, які захищали рукописи, а написані ікони дарувала людям. Деякі історики пояснюють усамітнення мисткині необхідністю роботи над великою працею. 
Параска добре співала і грала на різних музичних інструментах, які сама виготовляла, самостійно освоїла фотографування і друк фотографій.
Фотографувала художниця довколишні краєвиди, церковні обряди, сільські будні та портрети односельчан. Світлини роздавала людям, то ж майже в кожній хаті у Криворівні можна побачити роботи Параски.
Вона була захоплена визвольною боротьбою індійського народу, філософією миру національного індійського пророка Махатми Ганді, писала листи до Індіри Ганді. Писала твори про індійську культуру, ілюструючи їх своїми малюнками.

У зрілому віці

### Останні роки
Останні роки прожила в злиднях і немочі, майже втративши зір. Часто харчувалася лише сухарями та чаями з карпатських трав. У її домі стояла труна і підписаний хрест, на якому лишалося вільне місце лише для дати. Похована в Криворівні.

## Творчість

### Письменницький доробок
Письменницький доробок Параски Плитки-Горицвіт об'єднаний під заголовком «Подарунок рідному краєві» — 46 великих рукописних і друкованих на машинці книг по 500 сторінок кожна, а також десятки маленьких книжечок з її ілюстраціями та в саморобних палітурках. Рукописи вирізняються винятковою каліграфією. Серед них низка духовних філософських творів: «Молитва — дар Божий», «Помолімося за мир благости», «Небесному Престолу від підніжжя землі», «Молитви во славу святого Хрещення України-Руси», «Вінець Боголюбія». Інший цикл творів — народний: «З народних повісток», «Співанке Гуцулсков говірков», книга-альбом «Доля гуцулки».
Упорядкувала словник гуцульської говірки, писала верлібри, казки й фантастично-пригодницький роман «Індійські заграви» про пригоди гуцулів в Індії, також вела щоденники.

Один із записів звичного вечора:
Виклала ватру, підігріла чаю власної суміші, як ліків: липи цвіт, глоду цвіт, кропива-нежалючка, шипшина, м’ята-аромат. І знову ж, сухариком апетитно повечеряла. — Слава Богу, подумала, що Він у своїх чотирьох стінах без докору й непогоди, і водиченька накормила... І я кличу в цей вечір щиро і боговдячно: дякую Тобі, наш Живодавче, Отче людинолюбний, многопрощаючий, що даєш у душу і серце моє покорму одухотворену, і я заспокоююсь і на малому, як і на великому, достатку...
Після кожної написаної книги Параска оформлювала її, робила витинанку, малювала ілюстрації. 
2008 року видано першу книгу Плитки-Горицвіт — «Старовіцкі повісторькє», написану гуцульською говіркою з поясненням значень деяких слів. Написала книгу «Дівоче серце», де зібрала коломийки. Письменниця завжди говорила, що для неї книги були як діти.

### Картини, ілюстрації
Цикл малюнків «Шевченко в Карпатах» авторства Параски зберігається у Канівському музеї. Десятки робіт присвячені Іванові Франку та Лесі Українці. Серія «Доля гуцулки» розповідає про життя жінки у високих Карпатах. На її картинах є Шота Руставелі, Леся Українка, Іван Франко, Тарас Шевченко, Василь Стефаник, Оксана Петрусенко.

### Поезія
Параска писала не лише прозу, а й поезію, використовуючи гуцульський діалект (зокрема, поетична збірка «Варто мислити»). Вірші друкувала на машинці та писала кольоровими ручками, вкладаючи додатковий сенс у кольори тексту. Поезія, на відміну від прози, здебільшого на релігійні теми.

### Фотографія
Мисткиня почала фотографувати в 1970-х роках і займалася фотографією майже до кінця життя. Більшість робіт були або втрачені, або пошкоджені часом і вологою через недбале зберігання.
Про те, що Параска була дуже талановитим і прискіпливим фотографом, знала дуже обмежена кількість односельців. До самого кінця життя вона ніде не виставляла своїх фоторобіт, а негативи й роздруковані світлини зберігала під ліжком. Частину з них випадково знайшли згодом у музеї в пакеті, на якому сама Параска написала колись «невдалі фотознімки, бліді».
Виявилося, що за життя Параска зробила понад 4000 світлин, фотографувала односільчан і їхніх дітей, пейзажі, свята, природу тощо. На фотографіях можна простежити, як одні й ті ж люди з'являються на них у різний час: спочатку дівчинка, потім вона ж — уже доросла жінка, згодом — вона та її діти. Особливу увагу Параска приділяла Великодню, це свято вона фотографувала з року в рік. Знімки дають змогу побачити побут і життя простих людей, що живуть у Карпатських горах у другій половині XX століття. Техніка виконання фотографій на дуже високому рівні. Фотографувати, проявляти і друкувати світлини Параска навчилася самостійно. Як стверджують спеціалісти, до фотографії Параска підходила педантично, вимірюючи й продумуючи всі деталі зображення, мала великий талант і багато працювала.
Завдяки випадковості відвідувачі музею змогли 2015 року віднайти і зберегти понад 4 тисячі світлин і негативів. Їх було очищено, переведено у цифровий формат і захищено від подальшого руйнування. 

### Дослідження
Параска все життя вивчала і досліджувала Гуцульщину, залишивши по собі великий доробок про історію, культуру і духовність краю. Сусідка Василина Харук пригадує Параску як жінку, закохану у природу, яка зберігала і добре знала гуцульські звичаї, обряди, говірку, вважаючи, що мова — це найбільше багатство народу.

## Пам'ять

### Фільми
- «Світ Параски Горицвіт» (1992, створений за життя письменниці; режисер Павло Фаренюк, оператор Олександр Коваль);
- «Коляда для Параски» (2005, зняв по смерти мисткині Олег Драч);
- "Піктограма" Портрет села Криворівня (2008, зняли Ліда і Мішо Сухи);
- «Портрет на тлі гір» (2018, реж. Максим Руденко).

### Виставки
- 17 жовтня 2019 року у Мистецькому арсеналі відкрилася виставка «Параска Плитка-Горицвіт. Подолання гравітації». Це найбільш масштабна виставка робіт мисткині за всю історію. Виставка тривала до 19 січня 2020 року;

- у листопаді 2016 року в Івано-Франківську активісти провели виставку «Портрет місця і часу», присвячену мисткині[7];
- в грудні 2016 року у варшавській «Biennale Nieużytków» виставляли фотороботи пані Горицвіт[8];
- «Варто мислити» — виставка творів у Музеї Михайла Грушевського в Києві;
- 2010 року в Національному музеї літератури України пройшла авторська виставка, де були представлені її картини, витинанки й рукописи;
- 14—28 травня 2017 року — виставка «Українська весна» у Познані у місцевій греко-католицькій парафії[9][10];
- в червні 2017 року в Криворівні відкрито фотовиставку мисткині. Обробленням світлин й організацією виставки займалися волонтери[11]. Одним з перших відвідувачів показу став Святослав Вакарчук[12];
- 8 липня 2017 року — відкриття виставки робіт в Косівському музеї Гуцульщини[13].

### Музей
У Криворівні створено громадський музей Плитки-Горицвіт, він розміщений у хаті, де жила мисткиня. Упродовж перших п'яти років доробок Параски зберігався неналежним чином, експозиція не мала каталогу, проте згодом роботи почали систематизувати, переводити у цифровий формат.
У музеї зібрано частину її робіт, інша частина зберігається в музеї Івана Франка в Криворівні, у Верховині та ще кількох музеях України. Власниця музею систематизує творчий доробок Параски Горицвіт. Оксана Рибарук, дружина місцевого священника, набирає на комп'ютері тексти Параски. Текстами займається також київський Центр Леся Курбаса.

## Сім'я
- батько — Степан Плитка, коваль[1];
- мати — Ганна, талановита ткаля та вишивальниця.